# Wybory do Parlamentu Europejskiego w Wielkiej Brytanii w 1999 roku
     Parta Konserwatywna
     Partia Pracy
     Liberalni Demokraci
     Partia Niepodległości Zjednoczonego Królestwa
     Partia Zielonych Anglii i Walii
     Szkocka Partia Narodowa
     Plaid Cymru

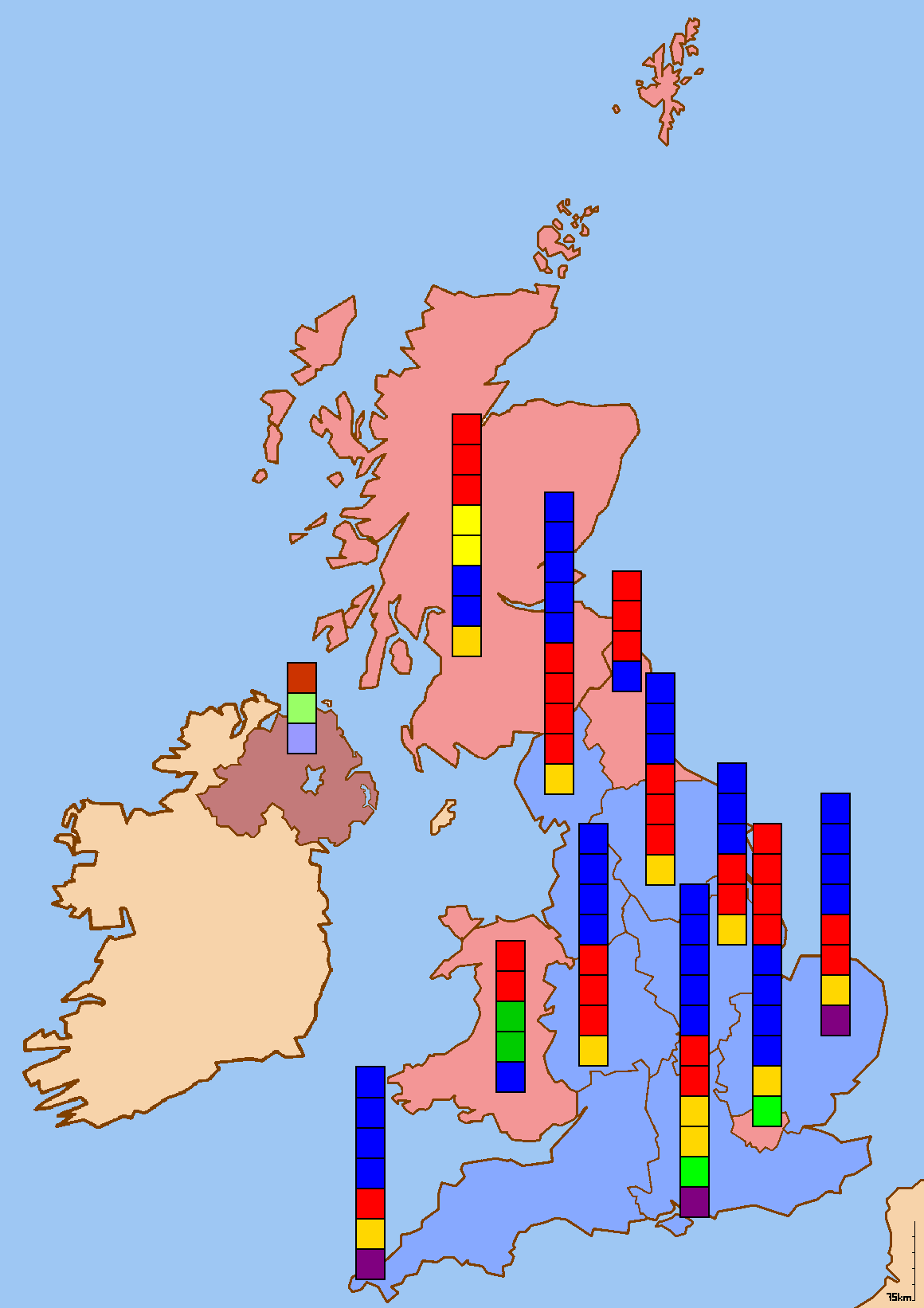
Wyniki wyborów z podziałem na okręgi wyborcze:
Parta Konserwatywna
Partia Pracy
Liberalni Demokraci
Partia Niepodległości Zjednoczonego Królestwa
Partia Zielonych Anglii i Walii
Szkocka Partia Narodowa
Plaid Cymru

Wybory do Parlamentu Europejskiego w Wielkiej Brytanii w 1999 roku zostały przeprowadzone 10 czerwca 1999.
Brytyjczycy wybrali 87 przedstawicieli do Parlamentu Europejskiego V kadencji.
Po raz pierwszy w Wielkiej Brytanii wybory do PE odbyły się w głosowaniu proporcjonalnym w 11 okręgach wyborczych (9 w Anglii oraz 2 obejmujących Walię i Szkocję), mandaty rozdzielono między zamknięte listy partyjne. W Irlandii Północnej 3 mandaty rozdzielono metodą pojedynczego głosu przechodniego.
Frekwencja wyborcza wyniosła 24%.

## Wyniki wyborów

### Anglia, Walia i Szkocja
| Partia                                        | Głosy      | Mandaty | Zmiana | % głosów |
| --------------------------------------------- | ---------- | ------- | ------ | -------- |
| Partia Konserwatywna                          | 3 578 218  | 36      | +18    | 35,8     |
| Partia Pracy                                  | 2 803 821  | 29      | –33    | 28,0     |
| Liberalni Demokraci                           | 1 266 549  | 10      | +8     | 12,7     |
| Partia Niepodległości Zjednoczonego Królestwa | 696 057    | 3       | +3     | 7,0      |
| Partia Zielonych Anglii i Walii               | 625 378    | 2       | +2     | 6,2      |
| Szkocka Partia Narodowa                       | 268 528    | 2       | –      | 2,7      |
| Plaid Cymru                                   | 185 235    | 2       | +2     | 1,9      |
| Partia Konserwatywna „Pro-Euro”               | 138 097    | 0       | –      | 1,4      |
| Brytyjska Partia Narodowa                     | 102 647    | 0       | –      | 1,0      |
| Partia Liberalna                              | 93 051     | 0       | –      | 0,9      |
| Socjalistyczna Partia Pracy                   | 86 749     | 0       | –      | 0,9      |
| Pozostali                                     | 157 944    | 0       | –      | –        |
| Razen                                         | 10 002 273 | 84      | –      | 100      |

### Irlandia Północna
Mandaty poselskie uzyskali przedstawiciele Demokratycznej Partii Unionistycznej (192 tys. głosów), Socjaldemokratycznej Partii Pracy (190 tys. głosów) i Ulsterskiej Partii Unionistycznej (119 tys. głosów). Próg 100 tys. głosów przekroczył jeszcze kandydat Sinn Féin.